# Displasia valvular
La  displasia  de valvulas cardíacas es una anomalía congénita del corazón que afecta al desarrollo y funcionamiento de alguna de las válvulas de este órgano. En ocasiones las cuatro válvulas cardiacas principales están afectadas, tanto las auriculo ventriculares (válvula mitral y válvula tricuspide) como la válvula aórtica y la válvula pulmonar. La displasia valvular del niño puede asociarse a numerosos trastornos congénitos, entre ellos la trisomía 21, debe diferenciarse de otras causas de enfermedad de las válvulas del corazón que no son congénitas sino adquiridas, como la valvulopatía reumática.

## Clínica
Los síntomas son variables dependiendo de la gravedad de la afección y del número de válvulas afectadas, las manifestaciones principales derivan de la existencia de insuficiencia cardiaca. El volumen de regurgitación o la obstrucción de la válvula son dos factores importantes que influyen considerablemente en la importancia de las manifestaciones. En ocasiones existen síntomas asociados por anomalías de otros órganos, debe tenerse en cuenta que la displasia valvular se presenta rara vez como entidad aislada, pero se asocia con frecuencia a otras enfermedades, entre ellas las alteraciones cromosómicas como la trisomía 18, trisomía 13, trisomía 21 y otras enfermedades como el síndrome de Noonan. El síndrome de Marfan, síndrome de Ehlers-Danlos y la mucopolisacaridosis. Una variedad extremadamente infrecuente es la displasia valvular cardíaca ligada a X, enfermedad hereditaria que afecta solo a los varones y se debe a una mutación en el gen FLNA (filamina A) situado en brazo largo del cromosoma X.

## Diagnóstico
El diagnóstico se sospecha por los síntomas y la auscultación. Se confirma mediante la realización de una ecocardiografía que muestra mal funcionamiento valvular, estenosis y engrosamiento de las valvas y en ocasiones prolapso de las mismas.

## Displasia valvular en veterinaria
En perros y gatos la displasia valvular es una enfermedad relativamente frecuente y suelen asociarse a otras anomalías del corazón como comunicación interauricular y foramen oval persistente. La estenosis de la válvula mitral es una de las enfermedades cardíacas congénitas más comunes en gatos. En perros, es más habitual observarla en determinadas razas como Dogue alemán, Pastor-alemán, Bull Terrier, Golden Retrievers, Tierra-nueva y Mastiffs. La displasia de la válvula tricúspide es más común en el Bobtail, Pastor alemán, Weimaraner, Labrador Retriever, Grande Pirineus. El diagnóstico de sospecha se basa al igual que en los humanos en la existencia de síntomas derivados de insuficiencia cardiaca y arritmia, se confirma mediante la ecocardiografía.